# Fiskdamm (Örkelljunga socken, Skåne)
Fiskdamm är en sjö i Örkelljunga kommun i Skåne och ingår i Stensåns huvudavrinningsområde.